# Loc lipsă
Loc lipsă este al doilea album al formației Luna Amară. Materialul a fost lansat în data de 18 martie 2006 prin intermediul R.U.L. (Roton Urban Label), subsidiară a casei de discuri Roton. Apărut pe piață în două formate – CD și casetă audio, albumul cuprinde 15 piese înregistrate și mixate în studioul formației Vița de Vie, Adrian Despot fiind producătorul executiv al materialului. Trei cântece beneficiază de prezența unor muzicieni invitați: Ombladon de la Paraziții (la piesa titulară), saxofonistul Mihai Iordache și Andy Ghost – solistul grupului Altar.
„Noi considerăm albumul «Loc lipsă» un pas important spre maturizare – în compoziție și interpretare. E un pas început de Luna Amară în 2004, desăvârșit prin acest disc, atât muzical cât și ca mesaj. Ne-am diversificat câmpul muzical, cu influențe multiple (tot mai interesante), care se duc spre aria A Perfect Circle, poate și un pic Porcupine Tree. În același timp, se păstrează latura aceea cumva punk, agresivă, atât la nivel de compoziție cât și la nivelul mesajului, mai nuanțat.”—Mihnea Blidariu, 2006
Albumul este plasat pe poziția a cincea în topul albumelor românești ale anului 2006, clasament realizat de revista Muzici și Faze: „Un album 100% rock, care se dorește a fi treapta (lipsă) către noile orizonturi ale trupei. «Loc»-ul participă din plin la salvarea peisajului muzical din 2006, dar nu se ridică, în viziunea noastră, la valoarea «Asfalt»-ului anterior.” În 2020 Loc lipsă are parte de o reeditare la Roton, sub formă de CD.

## Piese
1. Loc lipsă (3:54)
2. Întunecare (3:58)
3. Se întâmplă-n Ro (3:32)
4. Albastru (3:06)
5. Luni de fiere (5:41)
6. La vedere (3:55)
7. Lume oarbă (5:17)
8. Downtown Jesus (5:00)
9. Umbră. Copil (4:52)
10. Somn (4:54)
11. Din cercuri (2:45)
12. În cercuri (5:42)
13. Cui și spin (4:08)
14. Happiness Provider (5:50)
15. Din valuri ard (15:09)

## Personal
Componența formației:
- Mihnea Blidariu – vocal, chitară, trompetă
- Nick Făgădar – vocal, chitară
- Valentin Deac – chitară
- Sorin Moraru – chitară bas
- Răzvan Ristea – baterie

Invitați:
- Ombladon (Paraziții) – vocal la piesa „Loc lipsă”
- Andy Ghost (Altar) – vocal la piesa „Se întâmplă-n Ro”
- Mihai Iordache (Kumm) – saxofon la piesa „Din valuri ard”

Detalii tehnice:
- Înregistrări muzicale efectuate la studioul VdV Music din București (martie 2005). Inginer de sunet și premixaje: Alex Dragomir.
- Mixaje și masterizare: Sorin „Pupe” Tănase (VdV Music).
- Producător executiv: Adrian Despot. Producător muzical: Alex Dragomir. Management și concerte: Richard Constantinidi.